# تشيجيندو يوجاه
تشيجيندو يوجاه هو رياضي بريطاني من ولد في 5 مارس 1995 مثل بلاده في سباقات الجري وهو العداء الأول لفريق بريطانيا فاز بلقب العالم في عام 2017 واللقب الأوروبي في عامي 2016 و2018 وفاز باللقب في سباق 100 متر في نهائي الدوري الماسي 2017 . في 18 فبراير 2022 .